# Oberliga Süd
L'Oberliga Süd (Oberliga Sud) era una delle cinque massime divisioni del campionato tedesco di calcio, che si disputò tra il 1945 e il 1963 negli stati federati della Baviera, del Baden-Württemberg e dell'Assia.

## Storia
Durante il periodo della Germania nazista era nata la Gauliga, un sistema di campionati locali che venne esteso a tutti i territori nel frattempo occupati.
Dopo la fine della seconda guerra mondiale vennero invece create cinque massime divisioni, che assorbirono le squadre delle Gauligen esistenti sul territorio della Germania Ovest; in particolare l'Oberliga Süd era estesa sulla zona di occupazione statunitense, e raccoglieva le squadre provenienti da cinque Gauliga, la Baden, la Bayern, la Hessen, la Südwest/Mainhessen e la Württemberg. In base al sistema calcistico tedesco, la vincente e la seconda classificata di questo campionato partecipavano poi alla fase nazionale, insieme, ovviamente, alle squadre provenienti dalle altre Oberliga; queste erano la Nord, la West, la Südwest, e quella di Berlino.
A partire dalla stagione 1963-1964 questo sistema è stato sostituito da quello attuale, la Bundesliga, un unico girone all'italiana che raccoglie le migliori squadre nazionali. Alla prima edizione del nuovo campionato, dall'Oberliga Süd si qualificarono le seguenti squadre:
- Monaco 1860
- Norimberga
- Eintracht Francoforte
- Karlsruhe
- Stoccarda

Le restanti squadre, insieme alle neopromosse, formarono invece la Regionalliga Süd, una delle seconde divisioni locali, che fu attiva dal 1963 al 1974; in questo anno nacque infatti la Zweite Bundesliga, l'attuale seconda divisione, che è invece su scala nazionale.

## Albo d'oro
Di seguito vengono riportate, stagione per stagione, la vincente e la seconda classificata del campionato:
| Stagione | Vincitore             | Seconda               |
| -------- | --------------------- | --------------------- |
| 1945-46  | Stoccarda             | Norimberga            |
| 1946-47  | Norimberga            | Waldhof Mannheim      |
| 1947-48  | Norimberga            | Monaco 1860           |
| 1948-49  | Kickers Offenbach     | VfR Mannheim          |
| 1949-50  | Greuther Fürth        | Stoccarda             |
| 1950-51  | Norimberga            | Greuther Fürth        |
| 1951-52  | Stoccarda             | Norimberga            |
| 1952-53  | Eintracht Francoforte | Stoccarda             |
| 1953-54  | Stoccarda             | Eintracht Francoforte |
| 1954-55  | Kickers Offenbach     | Reutlingen            |
| 1955-56  | Karlsruhe             | Stoccarda             |
| 1956-57  | Norimberga            | Kickers Offenbach     |
| 1957-58  | Karlsruhe             | Norimberga            |
| 1958-59  | Eintracht Francoforte | Kickers Offenbach     |
| 1959-60  | Karlsruhe             | Kickers Offenbach     |
| 1960-61  | Norimberga            | Eintracht Francoforte |
| 1961-62  | Norimberga            | Eintracht Francoforte |
| 1962-63  | Monaco 1860           | Norimberga            |

In grassetto viene indicata la vincitrice del campionato nazionale.